# Lorenzo de' Medici (escritor)
Esta página se refiere al escritor contemporáneo, para el personaje histórico ver Lorenzo de Médici
Lorenzo de’ Medici (Milán, 17 de septiembre de 1951) es un escritor italiano contemporáneo, descendiente directo de una rama de los Medici.

## Biografía
Lorenzo de' Medici, nacido en Milán (1951) pasó su infancia entre Argentina y Suiza y ha vivido en Estados Unidos y en varios países europeos.
Se instaló en Barcelona (España) durante unos años, donde desarrolló su carrera como escritor. Habla seis idiomas y sus obras, escritas en su lengua materna, el italiano, se han traducido al español, francés, inglés y alemán.  También protagoniza y presenta documentales para la televisión, colabora en algunos programas de radio y escribe artículos para revistas como Condé Nast Traveler,  Vanity Fair, o Die Weltwoche. Actualmente tiene fijada su residencia en Azeitao, Portugal.
Es dueño de la marca "Lorenzo de' Medici", un  trademark establecido en 1980. En el curso de los últimos veinte años, ha concedido varias licencias para productos de lujo, como la estilográfica   Montblanc, los perfumes Lorenzo de' Medici y artículos para la casa y el baño. Bajo su nombre también produce una línea de vinos de Toscana y otra de vinos españoles. Desde el 1 de enero de 2016, la empresa alemana Gerstacker tiene la distribución exclusiva de sus vinos.

## Obras

### Novelas
Como novelista ha cultivado la novela histórica, habiendo publicado los siguientes títulos:
- 2004: La conjura de la Reina (Martínez-Roca/Planeta)[5]
- 2007: El secreto de Sofonisba (Ediciones B)[6]
- 2009: El amante español (Ediciones B)[7]
- 2012: Las cartas robadas (Espasa/Planeta)[8]
- 2016: La palabra perdida (Espasa/Planeta)[9][10]

### Ensayo histórico
- 2001: Los Médici, nuestra historia (Plaza y Janés)

### Guías de viaje
- 2004: Florencia y la Toscana (Belaqua de Ediciones SA)
- 2004: Campos de golf de España (Belaqua de Ediciones SA)

La guía "Florencia y la Toscana" ganó el Premio a los Libros Mejor Editados durante 2004 otorgado por el Ministerio de Educación y Cultura en 2005 (BOE núm. 191, de 11 de agosto de 2005)

## Documentales y TV
Ha sido el protagonista o presentador de los siguientes documentales sobre su vida o la historia de su familia.
- 2008: Lorenzo de' Médici, el escritor (Documental TV). NDR TV y ARTE TV. - Dirigido por Mari Cantu y Mortitz Enders
- 2009: Lorenzo de' Médici. El último Médici (Documental TV). ORF - Dirigido por Inés Mitterer
- 2012 - 2013: The country villas of Tuscany (Documental TV (5 episodios)). Prounen Film y ARTE TV. - Dirigido por Barbara Fally-Puskás y Michael Trabitzsch
- 2013: Murder in the House Medici (Documental TV (3 capítulos)). Bruders Beetz & ARTE TV
- 2016: Los Medici: El poder de una familia. Archivado desde el original el 21 de noviembre de 2016. Consultado el 20 de noviembre de 2016. (Reportaje y entrevista Movistar + con motivo del estreno de  Los Medici: Señores de Florencia (Serie TV))